# Replicatie (informatica)
Replicatie is een computertechniek waarmee bestanden en/of databases van het ene naar een ander computer- of opslagsysteem worden gekopieerd, om daarmee de beschikbaarheid of de betrouwbaarheid van de gegevens te verbeteren en/of de prestaties van informatiesystemen te verhogen.

## Doel
Repliceren is een van de technieken om de beschikbaarheid te verbeteren. Door replicatie zijn dezelfde gegevens op meerdere systemen aanwezig, zodat bij uitval van een systeem de gegevens alsnog via een ander systeem te benaderen zijn.
De prestaties van informatiesystemen zijn te verhogen door gelijktijdig vanaf meerdere systemen leesacties mogelijk te maken.
Andere technieken zijn toepassing van fault tolerancy, redundantie van componenten en back-up en restore.
Kenmerk van replicatie is dat het object van replicatie voor de gebruikers volkomen transparant is, zodat zij niet hoeven te weten hoe ze de gegevens moeten benaderen.

## Vormen

### Bestandsreplicatie
Door toepassing van replicatie zijn dezelfde gegevens op meerdere systemen gelijktijdig aanwezig. Wanneer op al deze systemen gelijktijdig transacties worden uitgevoerd, bestaat het risico dat de bestanden niet meer identiek zijn. Om dit probleem op te lossen wordt van synchronisatie gebruikgemaakt.
Op een hardwarematige manier kan replicatie worden gerealiseerd door middel van een RAID architectuur, waarbij de hardware ervoor zorgt dat de gegevens gelijktijdig over verschillende schijven worden gekopieerd.

### Database replicatie
In het geval van database replicatie wordt gebruikgemaakt van een master-slave relatie. De primaire database wordt gebruikt en de mutaties worden successievelijk vanaf het primaire systeem doorgezet naar het secundaire systeem. Het secundaire systeem wordt feitelijk alleen als back-up faciliteit ingezet.